# The Know How
The Know How — музыкальный коллектив, сформированный в 1998 году в Гейнсвилле, штат Флорида, США.
Стиль группы можно охарактеризовать как ска, ска-джаз, с элементами поп-панка.
Несмотря на успешные релизы, туры по США (в том числе выступления на 2005 Warped Tour, а также второй и третий туры Ska Is Dead) группа приняла решение уйти в творческий отпуск после финального выступления в родном Гейнсвилле, 16 и 17 февраля 2007 года.
Причиной отпуска называются финансовые проблемы, желание отдохнуть от турне.
3 июля 2010 года группа вышла из творческого отпуска и вернулась в студию.

## Состав
1. Скайлер Стоун (vocals)
2. Джереми «Финч» Кестенбаум (гитара)

1. Дейв Лакей (тромбон)
2. Джо Добровольски (тромбон)
3. Эван Кантуэлл (труба)
4. Брайан Скин (бас-гитара)
5. Алекс Ли (клавишные)
6. Ник Галлуч (клавишные)
7. Брайан Уилсон (ударные)
8. Кайл Нельсон (ударные)
9. Джефф Розенсток (саксофон)
10. Майкл Галлерс (саксофон)
11. Дэвид Краски (гитара)
12. Джастин Buppy Роу (бас-гитара)
13. Майкл Кокран (тромбон)
14. Ли Сюй (труба)
15. Стюарт Парнес (бас)
16. Шон Кейн (гитара)
17. Филлип Калпеппер (тромбон)

## Дискография
1. This Won’t Hurt A Bit (2000, self-released)
2. Happy Fun Robot Kill Time (2002, Jump Up! Records)
3. SkaPunk Party (2003, split with Distemper, Russia)
4. Now In Technicolor (2005, Stomp Records)